# Liste der Nummer-eins-Hits in Südkorea (2008)
Dies ist eine Liste der Nummer-eins-Hits in Südkorea im Jahr 2008 basierend auf den offiziellen Charts der Music Industry Association of Korea (MIAK). Die MIAK-Charts wurden von 1999 bis 2008 monatlich für die meistverkauften Alben veröffentlicht. Die aktuellen Gaon Charts starteten danach offiziell im Februar 2010, allerdings wurden bereits ab der 52. Kalenderwoche 2009 wöchentliche Verkaufslisten für Alben und Singles herausgegeben.
Anmerkung: Im Jahr 2008 wurden die Charts zum letzten Mal für den Monat September veröffentlicht und danach eingestellt. Daher fehlen die Monate Oktober bis Dezember in dieser Liste.
Chartquellen aus dem Internet Archive:

## Alben
| ← 2007 ← | Liste der Nummer-eins-Hits in Südkorea | Liste der Nummer-eins-Hits in Südkorea | Liste der Nummer-eins-Hits in Südkorea               | 2009 →                    |
| \| Zeitraum \| Mt. ges. \| Interpret \| Titel \| Zusätzliche Informationen \| \| (Zeitraum, Monate auf Platz eins, Interpret, Titel, zusätzliche Informationen) \| \| \| \| \| \| ------------------------------------------------------------------------------ \| -------- \| ------------------------ \| ---------------------------------------------------- \| ------------------------- \| \| Januar 2008 – Februar 2008 2 Monate \| 2 \| Kim Dong-ryul 김동률 \| Monologue \| – \| \| März 2008 1 Monat \| 1 \| Girls’ Generation \| Girls’ Generation \| – \| \| April 2008 1 Monat \| 1 \| Shinhwa 신화 \| Volume 9 \| – \| \| Mai 2008 1 Monat \| 1 \| Taeyang 태양 \| Hot \| – \| \| Juni 2008 1 Monat \| 1 \| Brown Eyes 브라운 아이즈 \| Two Things Needed For The Same Purpose And 5 Objects \| – \| \| Juli 2008 1 Monat \| 1 \| Lee Hyori 이효리 \| It’s Hyorish \| – \| \| August 2008 1 Monat \| 1 \| Big Bang 빅뱅 \| Stand Up \| – \| \| September 2008 1 Monat \| 1 \| TVXQ 동방신기 \| Mirotic \| – \| |                                        |                                        |                                                      |                           |
| ← 2007 |                                        |                                        |                                                      | → 2009 →                  |
| Zeitraum | Mt. ges.                               | Interpret                              | Titel                                                | Zusätzliche Informationen |
| (Zeitraum, Monate auf Platz eins, Interpret, Titel, zusätzliche Informationen) |                                        |                                        |                                                      |                           |
| Januar 2008 – Februar 2008 2 Monate | 2                                      | Kim Dong-ryul 김동률                   | Monologue                                            | –                         |
| März 2008 1 Monat | 1                                      | Girls’ Generation                      | Girls’ Generation                                    | –                         |
| April 2008 1 Monat | 1                                      | Shinhwa 신화                           | Volume 9                                             | –                         |
| Mai 2008 1 Monat | 1                                      | Taeyang 태양                           | Hot                                                  | –                         |
| Juni 2008 1 Monat | 1                                      | Brown Eyes 브라운 아이즈               | Two Things Needed For The Same Purpose And 5 Objects | –                         |
| Juli 2008 1 Monat | 1                                      | Lee Hyori 이효리                       | It’s Hyorish                                         | –                         |
| August 2008 1 Monat | 1                                      | Big Bang 빅뱅                          | Stand Up                                             | –                         |
| September 2008 1 Monat | 1                                      | TVXQ 동방신기                          | Mirotic                                              | –                         |